# Giovanni Fiorentino
Giovanni Fiorentino (14. století) byl italský spisovatel, autor sbírky novel známé pod názvem Il Pecorone.

## Životopis
Předpokládá se, že Giovanni Fiorentino, pocházel z Florencie a podle toho, co je psáno v předmluvě sbírky, byl v roce 1378 z politických důvodů poslán do vyhnanství do vesnice Dovadola ve Forlì v Apeninách.
Giovanni byl autorem sbírky padesáti novel, vyprávěných v pětadvaceti dnech, z nichž každá je zakončena baladou, která nese název „Il Pecorone“ a jejíž zdroje byly zjevně převzaty od autorů, jako byli Apuleius, Boccaccio a Nuova Cronica Giovanniho Villaniho.
Vypravěči novel jsou Aurecto, což je přesmyčka jména Auctore, a jeptiška Saturnina, která je jeho milou. Název pochází ze sonetu, jehož pravost je nejistá a který dílo doprovází.
Děj jedné z těchto novel, novely o Giannettovi, převzal Shakespeare, který ji četl v překladu Williama Paintera a který ji učinil námětem svého „Kupce benátského“.
První tištěné vydání díla vyšlo ve Florencii v roce 1558. Pecorone si dnes můžeme přečíst ve vydání, které vydal Enzo Esposito; kritické vydání díla však dosud neexistuje.

## Dílo
- Novelly – přeložil Jean Rowalski, předmluva. Praha: Alois Hynek, 1911[1]
- Novella – in: 1000 nejkrásnějších novel... č. 13, přeložil Jean Rowalski. úvod: František Sekanina. Praha: J. R. Vilímek, 1911